# Italienische Besetzung Albaniens
Die Italienische Besetzung Albaniens war die Okkupation des Königreichs Albanien, begonnen durch einen kurzen Feldzug des faschistischen Königreichs Italien, der vom 7. April bis 12. April 1939 dauerte. Am 16. April wurde Albanien in Personalunion mit dem Königreich Italien verbunden und blieb bis zum Waffenstillstand von Cassibile (1943) von italienischen Truppen besetzt.

## Vorgeschichte

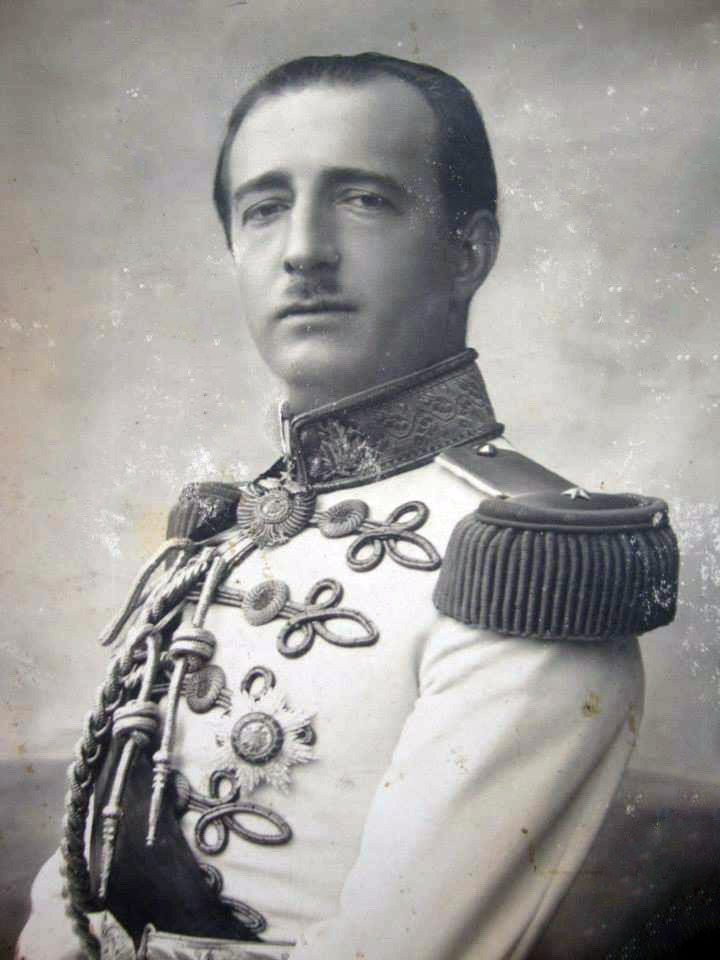
Ahmet Zogu

Schon vor der Besetzung hatte Italien einen großen Einfluss über Albanien ausgeübt. Dies kam daher, dass der albanische Präsident Ahmet Zogu nach seinem Machtantritt 1925 den Einfluss des Königreiches Jugoslawien in Albanien begrenzen wollte. Er suchte nun unter den europäischen Großmächten einen geeigneten Partner für dieses Projekt. Zogu fand diesen Partner in Italien, welches seit 1922 von dem faschistischen Diktator Benito Mussolini regiert wurde. Mussolini verfolgte expansive Interessen auf dem Balkan und in Albanien bot sich nun die Möglichkeit, direkten Einfluss zu nehmen. Auch brauchte Zogu dringend Geldgeber, um im Land investieren und seine Staatsausgaben bestreiten zu können und dadurch auch seine Herrschaft zu stabilisieren.
1925 schlossen Rom und Tirana ein geheimes Militärabkommen. Albanien musste 1926 und 1927 die beiden sogenannten Tiranapakte unterzeichnen. Dadurch übernahm Italien praktisch den Schutz des Landes nach außen und brachte Albanien weiter in seine Abhängigkeit. 1928 ließ sich Zogu zum König der Albaner ausrufen. Dies konnte aber nicht den größer werdenden Einfluss von Mussolini verdecken.
Nach dem Anschluss Österreichs und dem Einmarsch des Deutschen Reichs in der Tschechoslowakei sah sich Italien als immer kleiner werdender Partner im als Stahlpakt bezeichneten Bündnis mit dem Deutschen Reich. So beschloss Mussolini nach der „Zerschlagung der Rest-Tschechei“ die Annexion Albaniens. Italiens König Viktor Emanuel III. lehnte diesen Plan ab, da er seiner Meinung nach mit unnötigen Risiken verbunden war. Trotzdem verlangte Mussolini von Zogu, die militärische Besetzung Albaniens durch Italien zu tolerieren. Dies hätte aber die vollständige Aufgabe der Souveränität Albaniens bedeutet. Zogu weigerte sich, das italienische Ultimatum zu akzeptieren.

## Die Invasion
Am 7. April 1939 griffen italienische Einheiten geführt von General Alfredo Guzzoni gleichzeitig die albanischen Hafenstädte Saranda, Vlora, Durrës und Shëngjin an. Die albanischen Streitkräfte waren schlecht ausgebildet und ausgerüstet. Viele Kader und Ausbilder waren Italiener. So hatte Albanien der italienischen Armee kaum etwas entgegenzusetzen.
Zogu forderte die Zivilbevölkerung in einem Radioaufruf zum Widerstand auf. Dies erwies sich als wirkungslos, da zu dieser Zeit nur sehr wenige Personen einen Radioempfänger besaßen. Einzig in der Stadt Durrës leistete eine Gruppe von Zivilisten und Gendarmen unter dem Leiter der örtlichen Gendarmerie Mujo Ulqinaku nennenswerten Widerstand. Ihnen gelang es, die Landung der italienischen Schiffe um fünf Stunden hinauszuzögern.
Noch am selben Tag flüchtete Ahmet Zogu mit seiner Familie und 2000 Regierungsmitgliedern, Beratern und Offizieren ins Exil. Am 8. April besetzten italienische Truppen Tirana; bis zum 12. April war das gesamte Land in ihrer Hand.
Das albanische Parlament beschloss am 12. April die Absetzung Zogus. Die albanische Krone wurde dem italienischen König Viktor Emanuel III. übergeben. Albanien wurde in den Folgejahren in Personalunion mit Italien regiert.

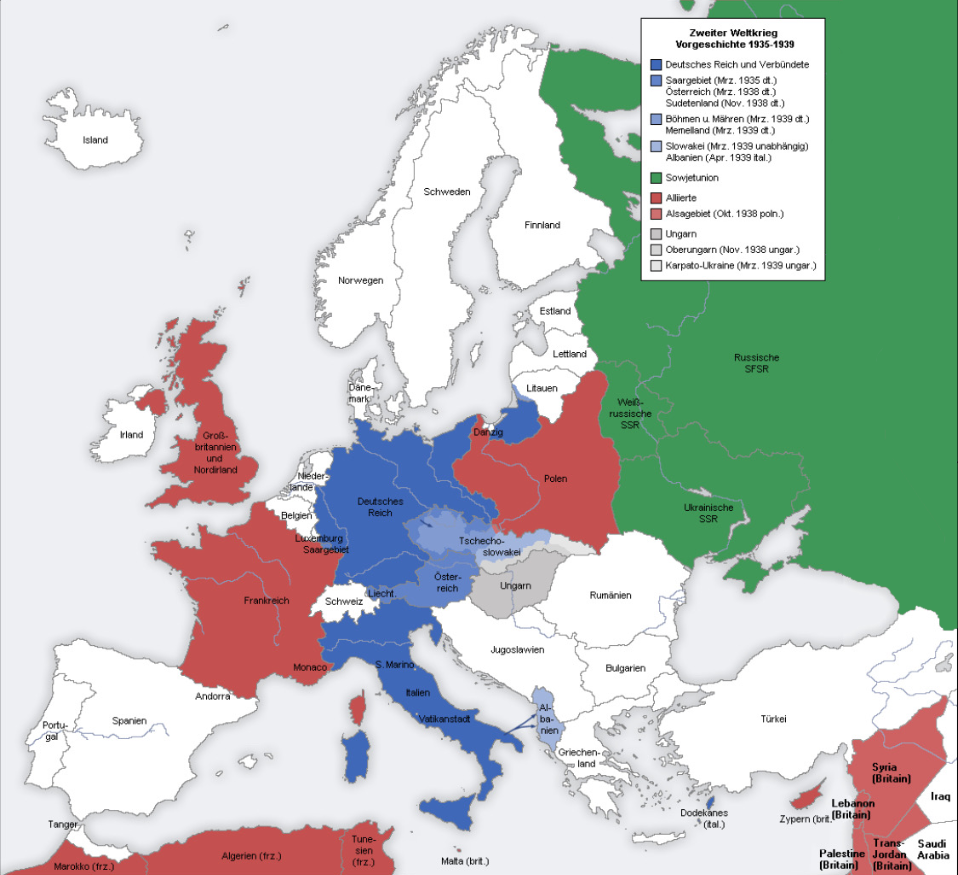
Europa bis April 1939
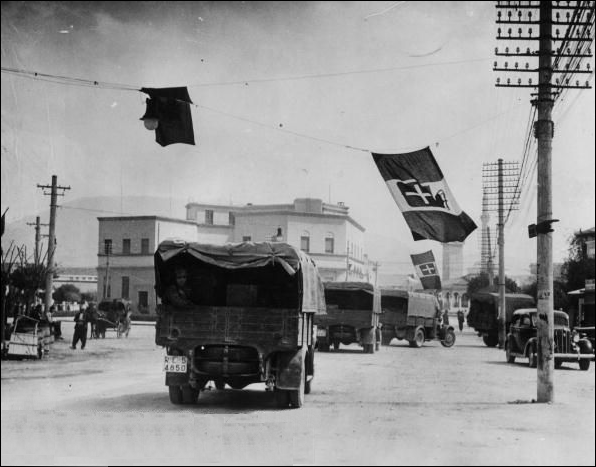
Italienischer Militärkonvoi in Albanien
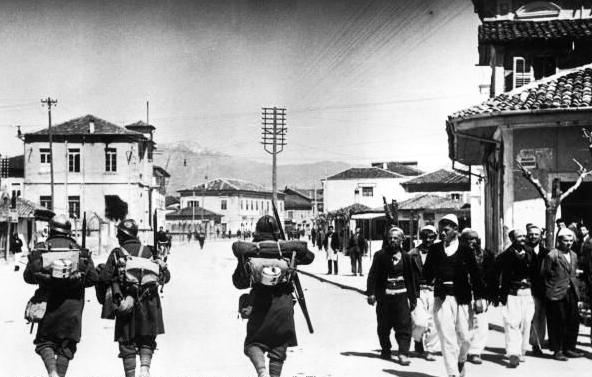
Italienische Soldaten in Albanien
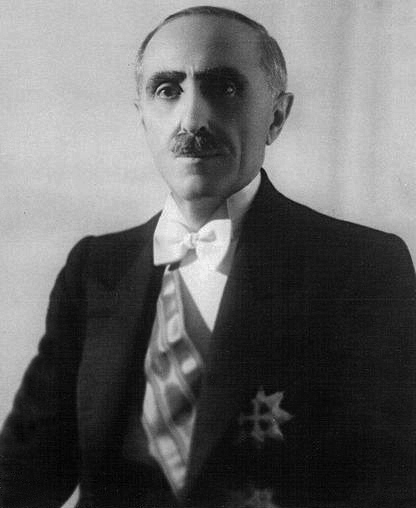
Shefqet Vërlaci, Premierminister von Albanien 1939–1941
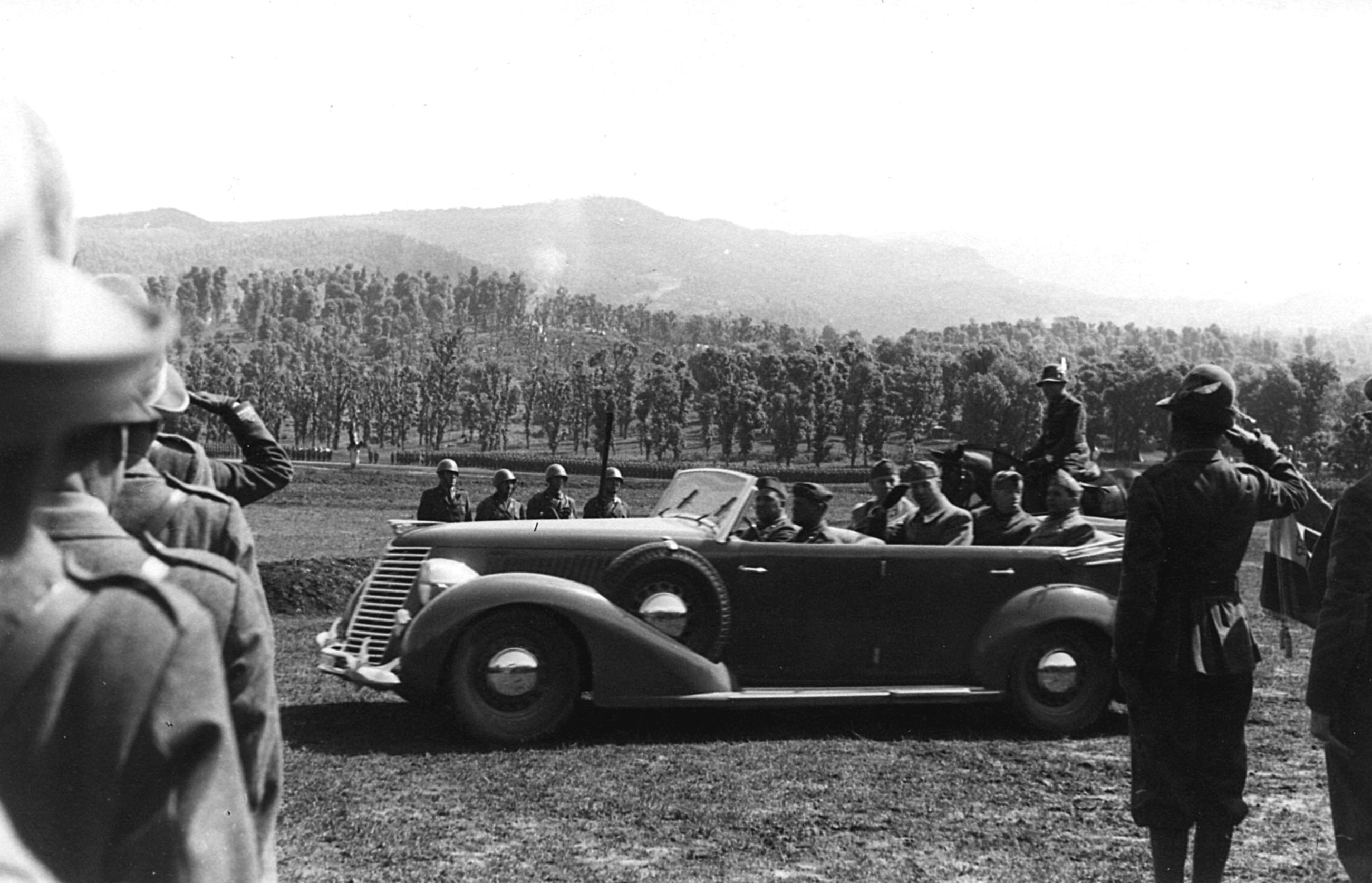
Besuch des Königs Viktor Emanuel III. in Albanien

## Folgen

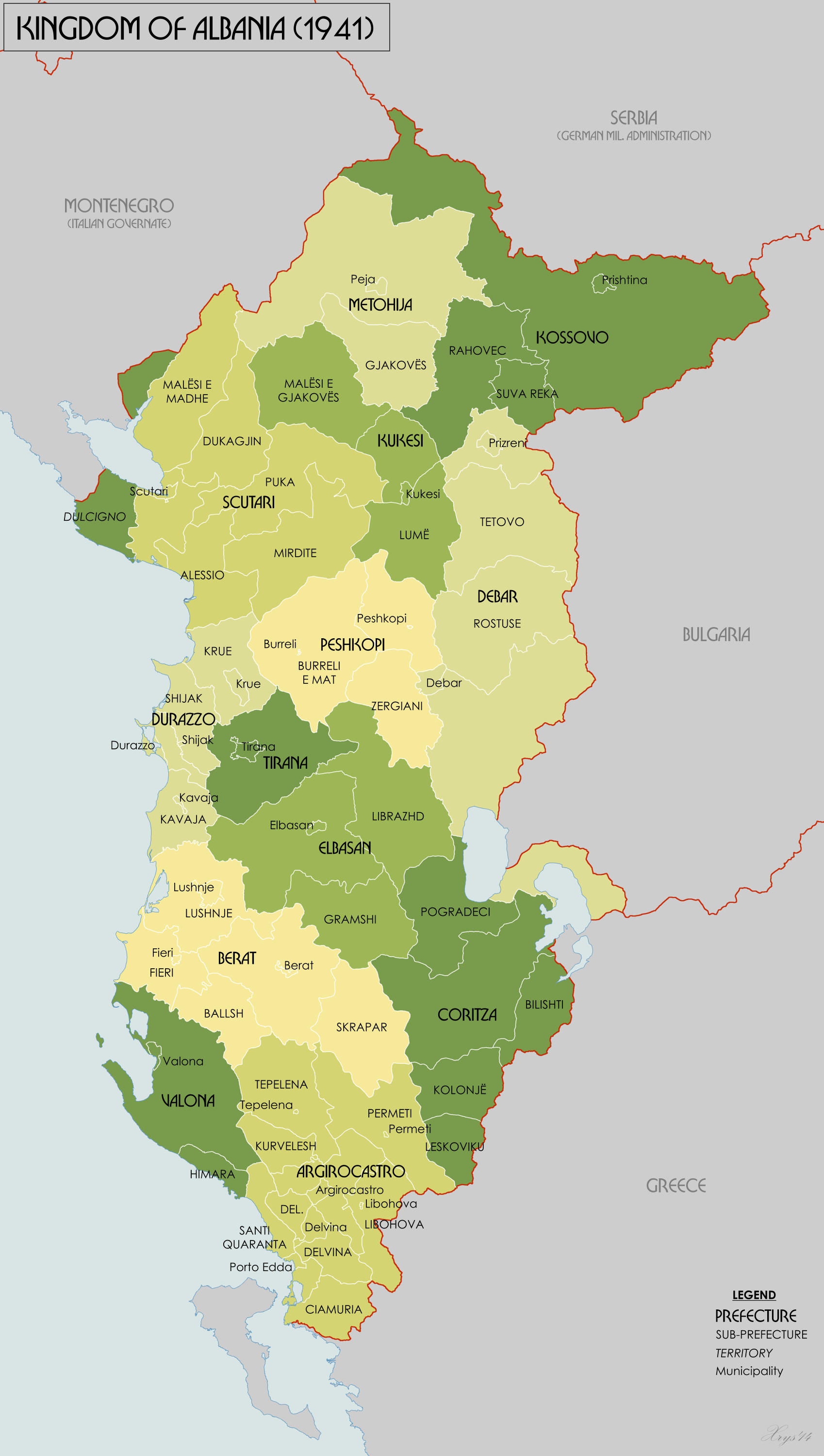
Italienisches Protektorat von Albanien.

Albanien befand sich nun unter der vollen Kontrolle Italiens. Es wurde ein italienischer Statthalter installiert. Unter diesem wurde eine albanische Marionettenregierung gebildet; Ministerpräsident wurde der Großgrundbesitzer Shefqet Vërlaci. Albanien musste Italien auf der Seite der Achsenmächte in den Zweiten Weltkrieg folgen. Am 28. Oktober 1940 überfiel Italien von Albanien aus Griechenland, womit der Griechisch-Italienische Krieg begann. Noch im gleichen Jahr wurden die italienischen Truppen aber weit nach Albanien zurückgedrängt.
Im deutschen Balkanfeldzug ab April 1941 wurden Jugoslawien und Griechenland von deutschen Truppen erobert und von deutschen, italienischen, ungarischen und bulgarischen Truppen besetzt. Das Kosovo und die Region um Ulcinj in Montenegro sowie Teile des heutigen Nordmazedoniens wurden an das italienisch kontrollierte Albanien angeschlossen. Dieses Staatsgebilde wurde Großalbanien genannt. Nach der italienischen Kapitulation vom 8. September 1943 besetzten Einheiten der deutschen Wehrmacht Albanien (und Italien) und entwaffneten die italienischen Truppen (Fall Achse).
Nach der Invasion 1939 entstanden erste Partisanengruppen, die beispielsweise von den entlassenen Polizei- und Armeeoffizieren Abaz Kupi, Myslim Peza und Muharram Bajraktari gegründet wurden.
Als im Zuge der Belgrader Operation (14. September bis 24. November 1944) die Wehrmacht – namentlich die Heeresgruppe E – das Balkangebiet räumte (siehe auch: Belgrader Operation#Ergebnis), waren kommunistische Partisanengruppen unter Enver Hoxha gut vorbereitet, das Machtvakuum im Land zu füllen.
Ahmet Zogu blieb zeit seines Lebens im Exil. Erst sein Sohn Leka Zogu konnte 1993 – 54 Jahre nach der Flucht – wieder nach Albanien einreisen.